# Tovisittich
Der Tovisittich (Brotogeris jugularis) ist eine Art der Neuweltpapageien. Er kommt in zwei Unterarten in Mittel- und Südamerika vor. 

## Erscheinungsbild

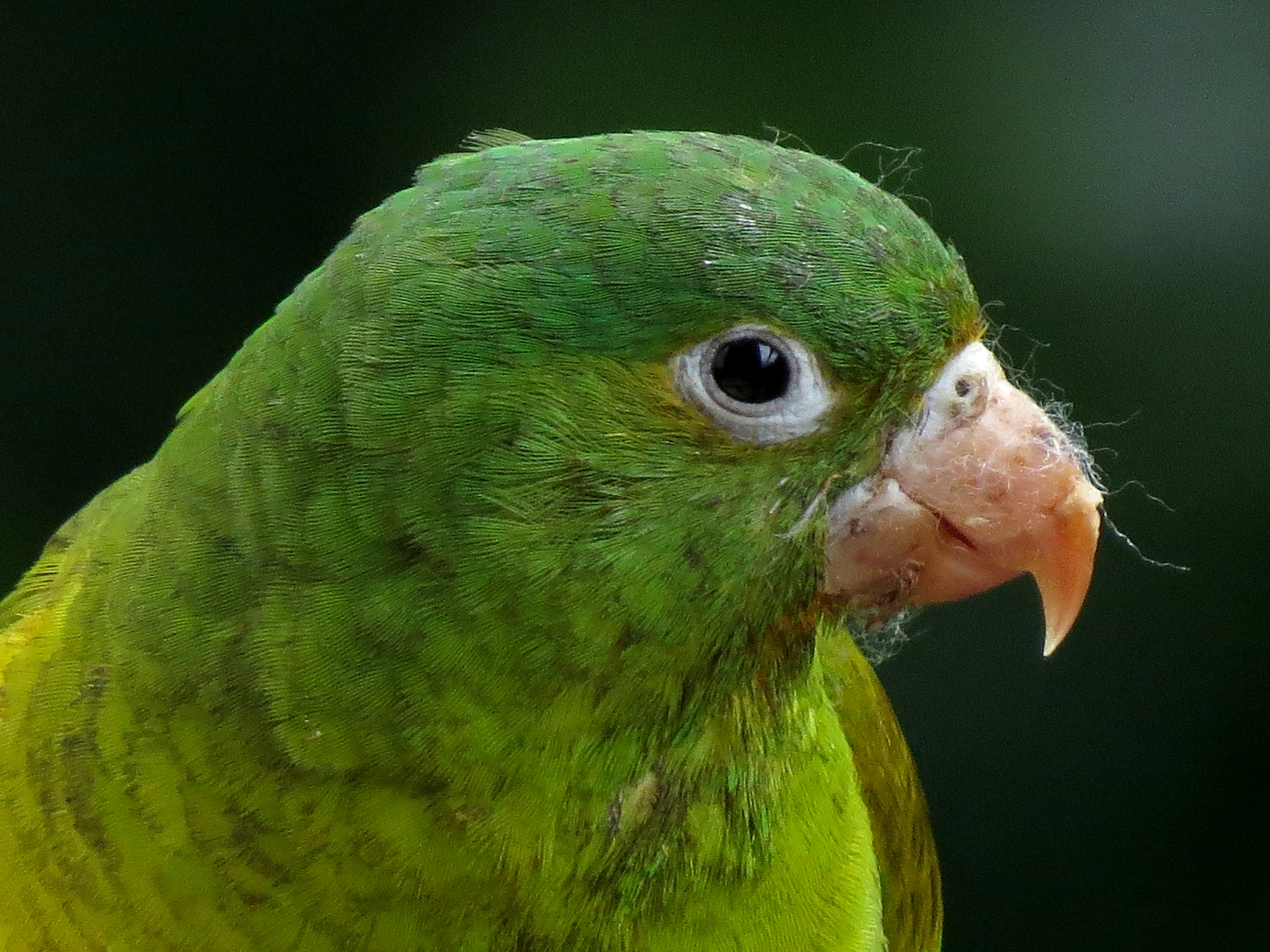
Kopfporträt eines Tovisittichs

Tovisittiche erreichen eine Körperlänge von 18 Zentimetern und sind damit nach den Braunkinnsittichen die kleinsten Vertreter der Schmalschnabelsittiche. Das Gefieder ist wie bei allen Schmalschnabelsittichen grün. Am Kinn findet sich ein sehr kleiner orangefarbener Kehlfleck. Stirn, Scheitel, Hinterkopf und Nacken sind bläulich überhaucht. Der Hals und die Oberbrust sind gelblichgrün. Auf der Unterbrust und dem Bauch geht dieses Gelblichgrün allmählich in ein Grün über. Das Rückengefieder ist olivgrün. Die Oberschwanzdecken sind bläulich grün. 
Der Schnabel ist hornfarben. Der Augenring ist weiß und die Iris dunkelbraun. 
Der Flug ist schnell. Die Vögel ändern während des Fluges häufig die Richtung. Während des Fluges wechseln sich Phasen mit kräftigen Flügelschlägen und Gleitphasen miteinander ab.

## Verbreitungsgebiet und Verhalten

Verbreitungsgebiet des Tovisittichs (grün)

Das Verbreitungsgebiet des Tovisittichs erstreckt sich vom Südwesten Mexikos über Mittelamerika bis in den Norden von Kolumbien und Venezuela. Sein Lebensraum sind subtropische oder tropische Wälder. Er kommt in Trockenwäldern, feuchten Galeriewälder, Mangroven, offenen Landschaften mit vereinzelten Waldresten, Buschlandschaften, Sekundärwäldern und offenen Waldgebieten vor. Als anpassungsfähige Art hat er sich auch menschlichen Siedlungsraum erschlossen und kommt in Vorstadtgärten sowie Parks mit einzelnen großen Bäumen vor. Er kommt häufig in kleinen Schwärmen vor und hält sich bevorzugt in den Baumkronen auf. Sein grünes Gefieder bietet ihm dabei so guten Schutz, dass er im grünen Blattwerk kaum auszumachen ist.
Zum Nahrungsspektrum des Tovisittichs gehören Früchte, Nektar, Blüten und Sämereien. Auf Plantagen können sie einigen Schaden anrichten. Es sind Höhlenbrüter, deren Fortpflanzungsperiode in den Zeitraum Februar bis April fällt. Die Gelege können sehr groß sein und ausnahmsweise bis zu acht Nestlinge enthalten. Die Schwärme trennen sich zu Beginn der Fortpflanzungsperiode in einzelne Paare auf und bilden sich erst wieder im späten Frühling.

## Haltung in menschlicher Obhut
Tovisittiche wurden erstmals 1872 nach Europa importiert und werden seitdem verhältnismäßig regelmäßig im Handel angeboten. Es sind wärmeliebende Arten, die in Volieren gehalten werden müssen. Eingewöhnte Tovisittiche brauchen mindestens einen frostfreien Schutzraum für die Überwinterung.

## Belege